# Epizoanthus norvegicus
Epizoanthus norvegicus är en korallart som först beskrevs av Johan Koren och Daniel Cornelius Danielssen 1877.  Epizoanthus norvegicus ingår i släktet Epizoanthus och familjen Epizoanthidae. Arten har ej påträffats i Sverige. Inga underarter finns listade i Catalogue of Life.